# 紫花针茅
紫花针茅（学名：Stipa purpurea），为禾本科针茅属下的一个植物变种。其种加词“purpurea”意为“紫花的”。
现接受名为紫花针茅（Ptilagrostis purpurea (Griseb.) Roshev.）。